# Luis Alarcón de la Lastra
Luis Alarcón de la Lastra, marquès de Rende i comte de Gálvez (Sevilla, 24 de novembre de 1891 - 19 de novembre de 1971). Va ser General de la Divisió d'Artilleria, empresari i ministre d'Indústria i Comerç durant el II Govern Nacional d'Espanya (Franquisme), a més de Diputat, Procurador en Corts i acadèmic.

## Biografia
Va néixer a Sevilla, fill d'uns marquesos de la zona. Després d'estudiar en l'acadèmia Militar de Màlaga, va ser destinat com a tinent d'artilleria en el Protectorat espanyol al Marroc on en 1927 és ascendit finalment a capità. Una vegada començada la Segona República Espanyola, crític amb ella, deixa l'exèrcit dins de la llei Azaña i comença a treballar en un negoci agrícola a Carmona arribant a ser en 1933 Vicepresident de la Federació Patronal Agrària.

## Política
Ja important en el sector agrari, decideix presentar-se com a Diputat en les Corts pel Partit Agrari pel districte de Sevilla a les eleccions generals espanyoles de 1933. Obté 52.000 vots i és elegit diputat. En aquest període, realitza molts contactes a Madrid amb militars, polítics crítics amb la República i alhora amb membres de l'alta societat madrilenya. Es va oposar a gairebé totes les reformes agràries on es donava poder als treballadors i va ser molt crític amb la funció del Ministre Manuel Giménez Fernández. En 1935 deixa les Corts per dedicar-se als seus negocis però no deixa la política, ja que segueix en contacte amb molts polítics, sent una persona de molta influència en Sevilla.

## Guerra Civil
L'inici de la Guerra Civil el va agafar en Sevilla on es va unir ràpidament al bàndol nacional com a comandant. Va ser ferit en batalla més de quatre vegades i aquest fet va provocar que fos retirat a la rereguarda on al costat de Joaquín Benjumea Burín va ser un dels cervells de l'economia de guerra implantada pel General Queipo de Llano. Al març de 1939 va ser nomenat Governador Civil de Madrid encarregant-se de la capital en els seus últims dies abans de la victòria nacional. Va ser un dels negociadors amb el coronel Segismundo Casado i es va encarregar del subministrament de la capital als seus pitjors moments quan més d'un 25% de la població havia mort o fugit. Gràcies a tota aquesta gestió, Franco li va concedir el grau de Tinent Coronel en 1940.

## Govern
El 9 d'agost de 1939 Franco forma el seu segon govern. És nomenat Ministre d'Indústria i Comerç. Va ser l'encarregat de realçar la indústria espanyola destruïda durant la guerra, creà l'INI (Institut Nacional d'Indústria). Al 10 de març de 1939 crea la Comissaria General de Proveïments i Transports (CGAT) En 1940 va aconseguir que Espanya i Gran Bretanya signessin acords econòmics però no ho va aconseguir amb els Estats Units. El 16 d'octubre de 1940 va ser destituït com a Ministre.

## Procurador en Corts (1943 - 1967)
En la I Legislatura de les Corts (1943 - 1946), va ser designat pel Cap de l'Estat procurador i així fins a 1967 quan decideix abandonar la política. Encara que va ser exministre i un dels principals cervells de l'economia inicial del franquisme, a poc a poc va anar tornant-se crític amb la forma de designar les Corts i va ser un dels qui recolzà la llei on 1/4 dels Procuradors eren escollits per Províncies. Recolzà les lleis d'habitatges socials per a funcionaris i va ser un dels promotors de les Confederacions Hidrogràfiques. En 1967 va ser destituït del seu càrrec en haver donat suport un manifest a favor de la legalització de certs partits polítics, entre ells, la Lliga Catalana.

## Altres càrrecs
Mentre era Procurador en Corts, va exercir altres càrrecs com a Delegat del Govern en la Confederació Hidrogràfica del Guadalquivir, President del Real Círculo de Agricultores entre 1946 i 1947 i membre de la Reial Acadèmia en els anys 50. Va realitzar a més, múltiples activitats socials i econòmiques i conferències.